# 1571
| [ Edytuj tabelę ]              | |
| Król Polski                    | - 1530 Zygmunt II August 1572 |
| Współksiążęta Andory           | - 1561 Pere de Castellet 1571 - 1555 Joanna d’Albret 1572 |
| Król Anglii                    | - 1558 Elżbieta I 1603 |
| Elektor Brandenburgii          | - 1535 Joachim II Hektor 1571 - 1571 Jan Jerzy 1598 |
| Książę Bawarii                 | - 1550 Albrecht V 1579 |
| Sułtan Brunei                  | - 1521 Abdul Kahar 1575 |
| Cesarz Chin                    | - 1566 Longqing 1572 |
| Król Czech                     | - 1564 Maksymilian II Habsburg 1576 |
| Król Danii                     | - 1559 Fryderyk II 1588 |
| Dalajlama                      | - 1543 Sonam Gjaco 1588 |
| Cesarz Etiopii                 | - 1563 Sertse Dyngyl 1597 |
| Król Francji                   | - 1560 Karol IX 1574 |
| Król Hiszpanii                 | - 1556 Filip II 1598 |
| Landgraf Hesji-Kassel          | - 1567 Wilhelm IV Mądry 1592 |
| Hrabia Holandii                | - 1555 Filip II Habsburg 1572 |
| Stadhouder Holandii            | - 1567 Maksymilian z Hennin 1573 |
| Szach Iranu                    | - 1524 Tahmasp I 1576 |
| Państwo Wielkich Mogołów       | - 1556 Akbar 1605 |
| Władca Inków                   | - 1558 Titu Cusi Yupanqui 1571 - 1571 Tupac Amaru 1572 |
| Cesarz Japonii                 | - 1557 Ōgimachi 1586 |
| Kalif                          | - 1566 Selim II 1574 |
| Patriarcha Konstantynopola     | - 1565 Metrofan III 1572 |
| Władca Korei                   | - 1567 Sŏnjo 1608 |
| Książę Kurlandii i Semigalii   | - 1561 Gotthard Kettler 1587 |
| Sułtan Maroka                  | - 1557 Abdullah al-Ghalib 1574 |
| Senior Monako                  | - 1532 Honoriusz I 1581 |
| Król Nawarry                   | - 1555 Joanna d’Albret 1572 |
| Król Norwegii                  | - 1559 Fryderyk II 1588 |
| Sułtan Omanu                   | - 1560 Abd Allah ibn Muhammad 1624 |
| Elektor Palatynatu             | - 1559 Fryderyk III 1576 |
| Papież                         | - 1566 Pius V 1572 |
| Książę Parmy i Piacenzy        | - 1556 Oktawiusz Farnese 1586 |
| Król Portugalii                | - 1557 Sebastian 1578 |
| Książę w Prusach               | - 1568 Albrecht Fryderyk 1618 |
| Car Rosji                      | - 1547 Iwan IV Groźny 1584 |
| Cesarz Rzymski (niemiecki)     | - 1564 Maksymilian II Habsburg 1576 |
| Kapitanowie Regenci San Marino | - 1570 Girolamo Giannini Ascanio di Giacomo Belluzzi 1571 - 1571 Giovanni Antonio Leonardelli Benedetto di Bianco 1571 - 1571 Pier Paolo Corbelli Giovanni Paolo di Giuliano 1572 |
| Elektor Saksonii               | - 1553 August Wettyn 1586 |
| Król Szkocji                   | - 1567 Jakub VI 1625 |
| Król Szwecji                   | - 1569 Jan III Waza 1592 |
| Król Tajlandii                 | - 1569 Maha Thammaracha Thirat 1590 |
| Sułtan Turków                  | - 1566 Selim II 1574 |
| Doża Wenecji                   | - 1570 Alvise Mocenigo 1577 |
| Król Węgier                    | - 1540 Jan II Zygmunt Zápolya 1571 - 1563 Maksymilian II 1576 |

Rok 1571 / MDLXXI
stulecia: XV wiek ~
XVI wiek ~
XVII wiek

lata: 1561 «
1566 «
1567 «
1568 «
1569 «
1570 «
1571
» 1572
» 1573
» 1574
» 1575
» 1576
» 1581

## Wydarzenia w Polsce
- 4 kwietnia – Węgorzewo uzyskało prawa miejskie.
- 29 lipca – atak floty duńskiej na Puck.

- Ukończono budowę bazyliki archikatedralnej w Przemyślu.

## Wydarzenia na świecie
- 11 stycznia – szlachta austriacka otrzymała przywilej wyboru wyznawanej religii.
- 23 stycznia:
  - inwazja Turków na Cypr: rozpoczęło się oblężenie Famagusty.
  - Thomas Gresham założył w Londynie giełdę królewską (Royal Exchange).
- 17 lutego – w Brnie został stracony największy czeski seryjny morderca Martin Roháč, który wraz ze swą bandą zamordował w latach 1568–71 na tle rabunkowym 59 osób.
- 19 maja – hiszpański podróżnik Miguel López de Legazpi założył miasto Manila na Filipinach.
- 20 maja – w Rzymie podpisano akt powołujący Świętą Ligę przeciwko Imperium Osmańskiemu.
- 24 maja – wojska chana krymskiego Dewleta I Gireja spaliły Moskwę; zginęło od 10 tys. do 80 tys. mieszkańców.
- 24 czerwca – hiszpański konkwistador Miguel López de Legazpi założył Manilę na Filipinach.
- 6 sierpnia – V wojna wenecko-turecka: Turcy zdobyli Famagustę i dokonali rzezi obrońców i mieszkańców.
- 7 października – pod Lepanto miała miejsce największa w dziejach świata bitwa morska. Flota Ligi Świętej pod dowództwem księcia Juana de Austrii pokonała pod Lepanto Imperium Osmańskie.

- Utworzenie Kongregacji Indeksu Ksiąg Zakazanych.
- Po śmierci Zápolyi, na czele stronnictwa prohabsburskiego stanął Kasper Bekiesz, przeciwko któremu wystąpiło pospolite ruszenie szlachty węgierskiej pod wodzą Krzysztofa Batorego, brata Stefana Batorego.
- Tupac Amaru po śmierci brata Titu Cusi objął przywództwo nad Inkami.

## Urodzili się
- 9 stycznia – Karol Bonawentura de Longueval, hrabia de Bucquoy, był zawodowym wojskowym, który walczył po stronie Cesarstwa w czasie wojny trzydziestoletniej (zm. 1621)
- 27 stycznia – Abbas I Wielki, szach Persji z dynastii Safawidów (zm. 1629)
- 15 lutego – Michael Praetorius, niemiecki kompozytor, kapelmistrz i organista (zm. 1621)
- 3 marca – Pietro Aldobrandini, włoski duchowny, bratanek papieża Klemensa VIII (zm. 1621)
- 23 kwietnia – Leon Modena, żydowski uczony, poeta, muzyk i rabin (zm. 1648)
- 17 czerwca – Thomas Mun, angielski ekonomista, teoretyk merkantylizmu (zm. 1641)
- 22 sierpnia – Giovanni Branca, włoski inżynier i budowniczy (zm. 1645)
- 9 września – Apollonia Radermecher, niemiecka zakonnica, założycielka elżbietanek (zm. 1626)
- 21 września – Alfons z Navarrete, dominikanin, męczennik i błogosławiony Kościoła katolickiego (zm. 1617)
- 29 września – Michelangelo Merisi da Caravaggio, malarz włoski (zm. 1610)
- 5 listopada – Alessandro Peretti de Montalto, włoski kardynał (zm. 1623)
- 4 grudnia – Ferdynand Habsburg, książę Asturii, syn Filipa II, króla Hiszpanii i Anny Habsburg (zm. 1578)
- 9 grudnia – Willem Blaeu, holenderski kartograf i wydawca (zm. 1638)
- 27 grudnia – Johannes Kepler, niemiecki matematyk, astronom i astrolog (zm. 1630)
- data dzienna nieznana: 
  - Salomon de Brosse, francuski architekt (zm. 1626)
  - Christoph Butel, niemiecki logik, pastor w Szczecinie (zm. 1611)
  - Kamil Constanzi, włoski jezuita, misjonarz w Japonii, błogosławiony katolicki (zm. 1622)
  - Jacob Dircksz de Graeff, holenderski polityk (zm. 1636)
  - Antiveduto Gramatica, włoski malarz okresu baroku, caravaggionista (zm. 1626)
  - Tsunenaga Hasekura (jap. 支倉常長), japoński samuraj, wysłannik Japonii do papieża Pawła V (zm. 1622)
  - Fryderyk de Houtman, holenderski kupiec, żeglarz, odkrywca i astronom (zm. 1627)
  - Teitoku Matsunaga (jap. 松永貞徳), japoński poeta, założyciel szkoły Teimon (zm. 1653)
  - Paulus Moreelse, niderlandzki malarz i architekt barokowy (zm. 1638)
  - Alessandro Salvio, włoski szachista (zm. 1640)

## Zmarli
- 3 stycznia – Joachim II Hektor, elektor Brandenburgii (ur. 1505)
- 13 lutego – Benvenuto Cellini, rzeźbiarz, złotnik, pisarz i medalier florencki (ur. 1500)
- 14 marca – Jan II Zygmunt Zápolya, pierwszy książę Siedmiogrodu, antykról Węgier (ur. 1540)
- 7 października – Dorota von Sachsen-Lauenburg, królowa Danii i Norwegii, żona Chrystiana III Oldenburga (ur. 1511)